# Тисио (станция метро)
«Тиси́о» (Фиси́о, греч. Θησείο) — станция Афинского метрополитена в составе ISAP. Расположена на расстоянии 8603 метров от станции метро «Пирей». Своё название станция получила от расположенного вблизи Храма Гефеста. Последний ранее также был известен как Тисио, поскольку ошибочно считался храмом Тесея.
Станция была открыта 27 февраля 1869 года и была первой железнодорожной станцией построенной в городе Афины.  
В 2004 году, перед открытием летних Олимпийских игр станция была реконструирована. 